# Fortezza (Italia)
Fortezza (in tedesco Franzensfeste) è un comune italiano di 1 095 abitanti della provincia autonoma di Bolzano in Trentino-Alto Adige.

## Geografia fisica
Fortezza è situata a 19 km a sud di Vipiteno e a 11 km a nord di Bressanone nella Val d'Isarco dove il fondovalle è ampio solo alcune centinaia di metri. Il centro abitato è situato sul versante occidentale insieme alla ferrovia e alla strada statale SS12, mentre l'Autostrada A22, che corre sopraelevata sullo stesso versante a sud del paese, attraversa l'invaso nella sua parte settentrionale per entrare in galleria su quello opposto; la statale invece attraversa il fiume Isarco all'altezza della stazione ferroviaria per proseguire verso nord.
A nord del paese si trovano le due cascate Gampelefall. A sud del paese si trova il lago di Fortezza, un bacino artificiale che, insieme al lago di Rio di Pusteria, convoglia acqua in direzione della centrale idroelettrica di Bressanone, la quale rifornisce di energia elettrica anche le vallate limitrofe.
Nonostante le dimensioni ridotte, Fortezza è un importante nodo ferroviario che unisce la ferrovia della Val Pusteria con la linea ferroviaria del Brennero, ovvero la val Pusteria con la val d'Isarco.

## Origini del nome
Il paese prende nome dalla fortezza edificata ai tempi dell'impero austriaco dall'imperatore Francesco I: il forte di Fortezza, costruito dal 1833 al 1838. Il nome originario di Fortezza pertanto è Franzensfeste che significa la "fortezza di Francesco". Il comune assunse il nome attuale nel 1942, in precedenza si chiamò Mezzaselva all'Isarco/Mittewald am Eisack nel 1923 e poi solo Mezzaselva/Mittewald (dal 1923 al 1942), dal nome del centro abitato più antico del Comune, oggi frazione. Il nome della frazione è attestato sin dal 1223 come Mittenwalde e significa "in mezzo alla foresta", foresta che nel 1204 è attestata come Wibetwald.

## Storia

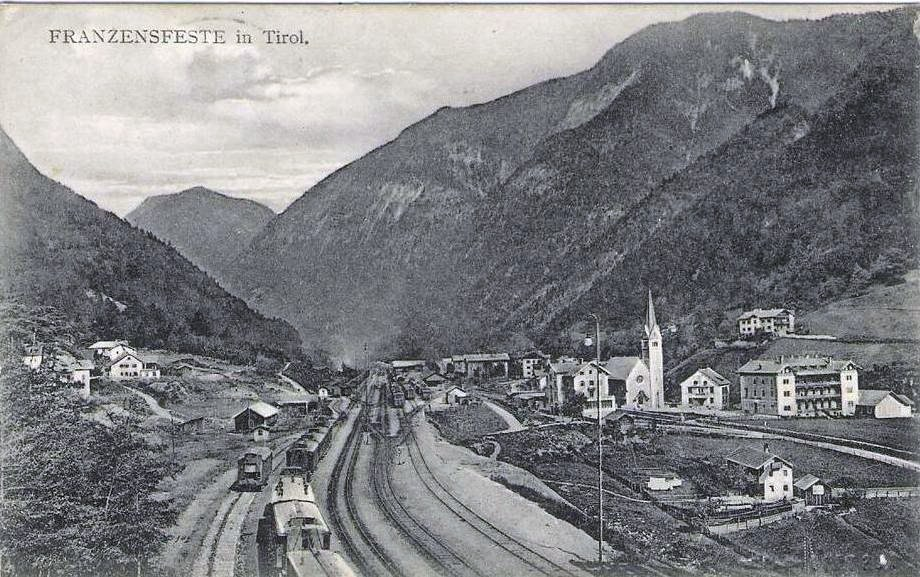
Antica veduta del paese

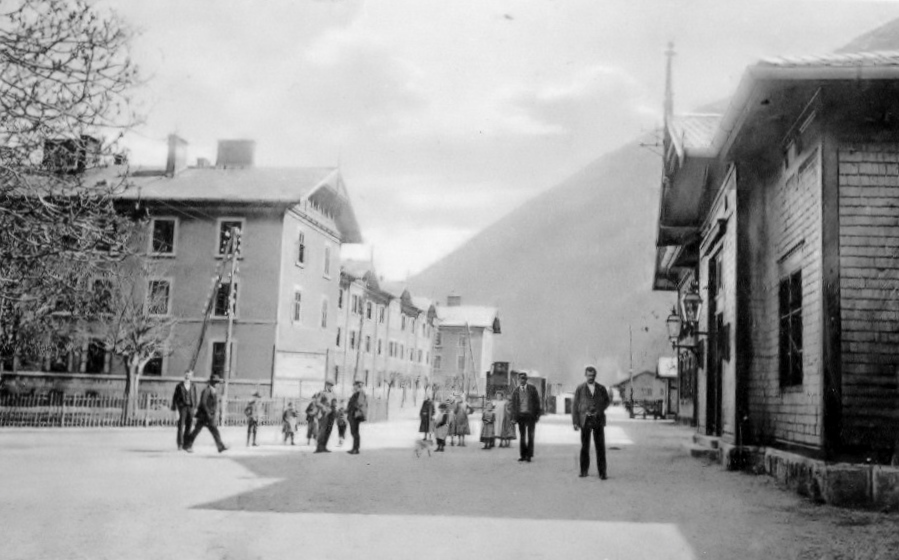
La piazza del paese nel 1907

Fortezza è un centro di recente fondazione; il paese risale al XIX secolo, quando ebbe inizio la costruzione della ferrovia e delle fortificazioni, a cui il luogo è strettamente legato anche nel nome. Il comune originario era Mezzaselva (Mittewald), tuttora il comune catastale, con i due abitati di Prà di Sopra (Oberau) e Prà di Sotto (Unterau).
Un piccolo insediamento era già presente nel 2500 a.C., come risulta dal ritrovamento di vasellame domestico. Il luogo ha sempre avuto un ruolo importante nel transito delle merci sulla direttrice nord-sud; prima come Via dell'Ambra tra la Grecia, la Sicilia e il nord Europa, poi nel periodo romano, tra Aquileia e le regioni d'oltralpe; lo dimostra un tratto della strada romana rinvenuta nei pressi del paese.
Dove ora è situata la stazione, nel XVII secolo sorgevano un paio di masi, uno dei quali, nel tempo, si trasformò in locanda con il nome “Post-Reifer” in esercizio fino al 2020.
L'importanza militare del luogo si rese evidente durante l'insurrezione tirolese nel 1809, quando il Generale Lefebvre, al comando di 2500 truppe sassoni, fu sconfitto in un'imboscata dai Tirolesi di Andreas Hofer nei pressi della cosiddetta Sachsenklemme (la “stretta dei Sassoni”). Francesco I Imperatore d'Austria, al momento di costruire un sistema difensivo, per timore di un'invasione da sud, scelse per la sua dislocazione geografica e strategica proprio la località dove la valle si restringe e sul costone roccioso che si protende dalla montagna venne costruito un primo sistema di fortificazioni. I lavori iniziarono il 17 giugno 1833 e il Forte Asburgico fu inaugurato da Ferdinando I d'Austria il 18 agosto 1838. Alla costruzione del Forte - a cui fu dato il nome di Francesco I, appunto Franzensfeste - e successivamente della ferrovia, contribuirono migliaia di operai che trovarono alloggio a Fortezza contribuendo allo sviluppo e alla crescita del paese.
Nel 1867, con l'apertura della ferrovia del Brennero, Fortezza consolidò il suo ruolo non solo sulla direttrice nord-sud, ma anche verso la Val Pusteria fino a Maribor, coinvolgendo nella costruzione della linea la parte meridionale della fortificazione. Con la firma del patto della Triplice alleanza (1882), da parte degli Imperi di Germania, Austria-Ungheria e del Regno d'Italia, il forte di Fortezza perse la sua importanza strategico-militare e fu trasformato in un deposito di munizioni, ruolo che mantenne anche quando passò all'Italia nel 1918. Nel 1939 iniziarono i lavori per la costruzione del bacino idroelettrico per la centrale di Bressanone, resasi necessaria per l'elettrificazione della linea ferroviaria; i lavori furono completati l'anno successivo e Prà di Sotto fu sommersa dall'invaso. Nel 1940 Fortezza fu elevata a Comune, divenne un importante snodo ferroviario e furono costruite sia le infrastrutture necessarie alla manutenzione delle locomotive sia gli alloggi per il personale.
Presso il lago di Fortezza si trovano alcune opere fortificate appartenenti allo sbarramento di Fortezza del Vallo alpino in Alto Adige.
Fino alla metà degli anni Novanta, Fortezza era un'importante dogana, specialmente per il suo scalo bestiame; ha perso molto del suo rilievo dopo l'apertura delle frontiere, in seguito all'entrata nella Comunità Europea dell'Austria.
Fortezza fa parte della Comunità Comprensoriale Wipptal.
A inizio 2013, e precisamente nei pressi della frazione di Le Cave, è iniziato lo sfruttamento di una centrale che produce energia sfruttando olio di palma e di colza. L'entrata in funzione dell'impianto ha sollevato il malcontento della popolazione locale per via degli odori sgradevoli provenienti da tale struttura.

### Simboli
La partizione a forma di "ypsilon" bianca capovolta allude alla posizione del paese, importante nodo stradale, e le strade che vi affluiscono: quella della Val Pusteria e quella del Brennero. Il settore di colore rosso simbolizza la roccia, quello celeste il lago e quello verde i prati. Lo stemma è stato adottato il 10 gennaio 1968.

## Monumenti e luoghi d'interesse

### Architetture religiose
- Chiesa del Sacro Cuore di Gesù (Herz-Jesu-Kirche), chiesa parrocchiale eretta alla fine del XIX secolo in stile neoromanico, su progetto di Franz von Neumann di Vienna e la guida di Josef Huber. Al suo interno gli arredi, i paramenti neoromanici sono del periodo del 1900. Nel centenario della chiesa, sono stati riportati alla luce antichi affreschi che rappresentano la nascita e la Risurrezione di Cristo.
- Chiesa parrocchiale di Mezzaselva (Pfarrkirche Mittewald). Nella frazione di Mezzaselva (Mittewald) si trovava una prima chiesa la cui prima testimonianza si fa risalire al 1345. La chiesa fu riconsacrata nel 1473. L'attuale chiesa è invece molto più recente ed è dedicata a San Martino. Fu costruita tra il 1831 e il 1833 sotto la direzione del curato della val di Vizze Jakob Prantl, integrando il campanile tardo-gotico nel nuovo edificio ecclesiale. Importanti sono gli affreschi della volta attribuiti a Josef Renzler del 1832, rappresentati l'adorazione del sacramento dell'altare da parte dei quattro continenti e la morte di San Martino. Nei quattro spicchi sono raffigurate le scene tratte dalla vita del santo. Anche le pale dell'altare sono sempre dell'artista Renzler e mostrano la morte del santo, l'adorazione dei Magi e san Sebastiano.
- Cappella del cimitero (Friedhofskapelle). Dedicata a Sant'Isidoro, costruita nel 1700 e consacrata nel 1705. Al suo interno l'altare e gli stucchi decorativi risalgono allo stesso periodo. Sulle pareti dell'edificio trovano posto pitture a olio della vita del santo, mentre all'esterno rimangono solamente tracce di affreschi.

### Architetture militari

#### La strada romana
A Fortezza sono state trovate tracce di una strada romana, che metteva in collegamento Vipiteno con la val Pusteria.

#### La fortezza asburgica
La fortezza è stata una base militare fino alla metà degli anni novanta, dopo è stata dismessa. Successivamente la proprietà è passata all'Agenzia del Demanio di Bolzano, la quale nel 2005 l'ha concessa in affitto al comune di Fortezza per 20 anni. Nella fortezza vengono organizzate mostre ed eventi sportivi.

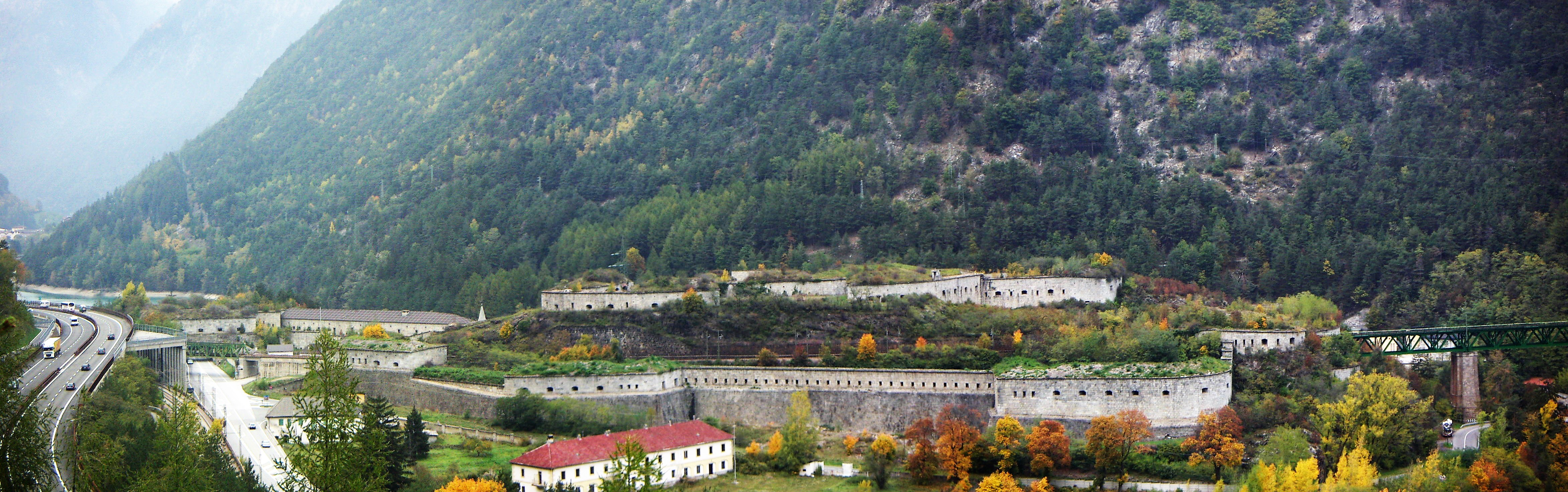
Forte di Fortezza Franzensfeste

La fortezza è stata anche l'ultima locazione conosciuta dell'oro trafugato dai nazisti alla Banca d'Italia durante la seconda guerra mondiale. Della maggior parte delle 127 tonnellate si è ritenuto a lungo si fosse persa ogni traccia, ma recentemente la Banca d'Italia ha spiegato come il destino dell'oro razziato (e in gran parte restituito) sia stato ormai  chiarito
Attorno alla fortezza, sono presenti 5 bunker della II guerra mondiale, facenti parte dello sbarramento di Fortezza del Vallo Alpino in Alto Adige.

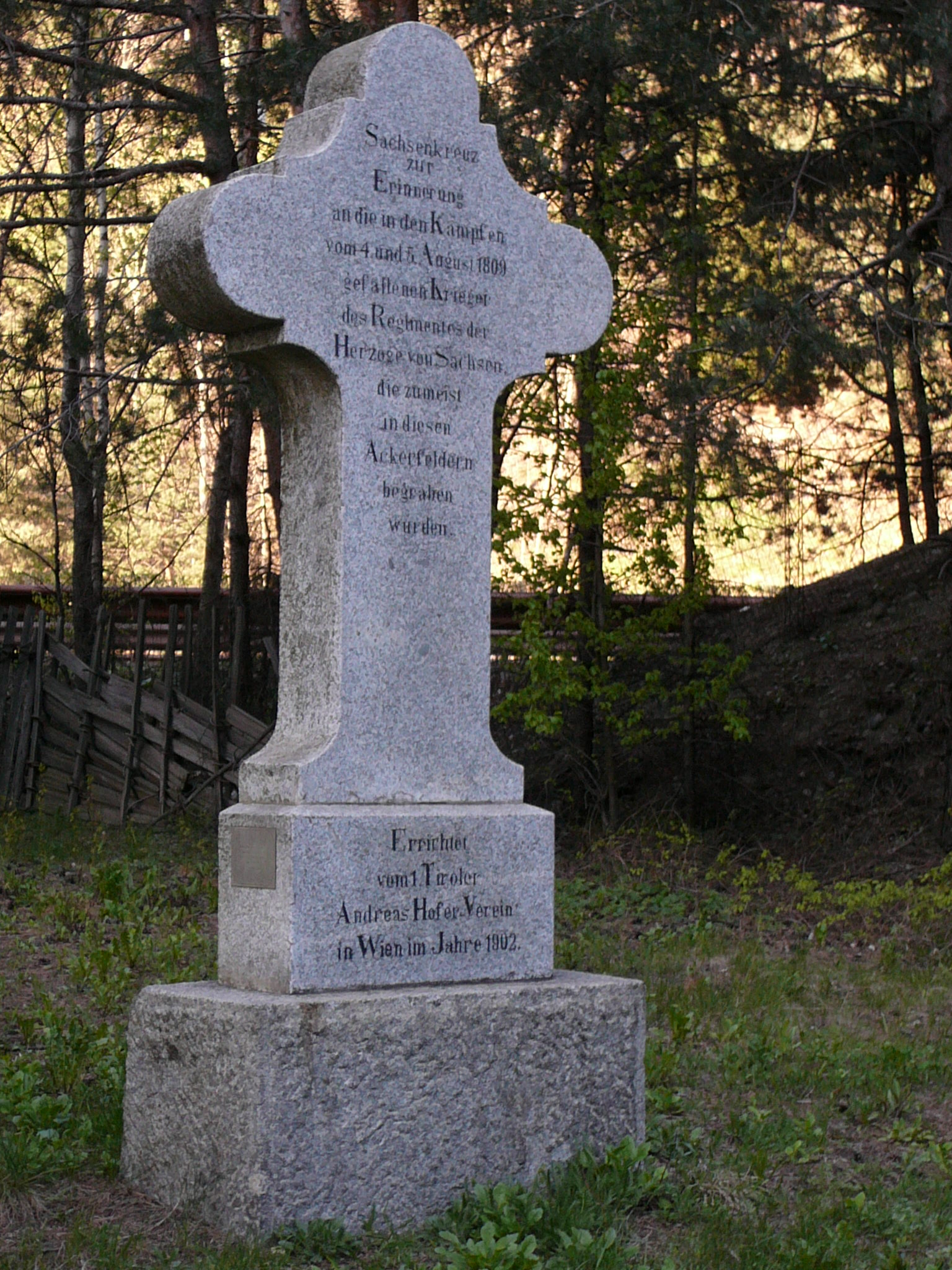
La Croce Sassone (Sachsenkreuz)

#### Monumenti delle battaglie
Nei dintorni di Fortezza, in località Sachsenklemme, sono stati costruiti quattro monumenti che ricordano gli eventi della battaglia di indipendenza Tirolese, quando nell'agosto 1809 le truppe sassoni della Confederazione del Reno (Rheinbund) vennero sconfitte con lanci di massi e di fuoco dall'alto della valle.
- Il Monumento dei Capitani è uno di questi, che si trova a Pra di Sopra/Oberau, a nord di Fortezza, che ricorda una coppia di fratelli, due ufficiali di marina che morirono durante la battaglia.
- La Croce Sassone (Sachsenkreuz) è un altro di questi monumenti, e si trova nei pressi del monumento dei capitani.
- L'Obelisco si trova in località Le Cave.
- Vi era anche un altro monumento, una lastra di marmo sulla facciata dell'albergo Pra di Sotto/Unterau, ma è andato perduto, quando si è creato il lago di Fortezza nel 1935.

## Società

### Ripartizione linguistica
Prima dell'approvazione del Pacchetto per l'Alto Adige Fortezza era uno degli otto comuni a maggioranza di lingua italiana (63,6% al censimento del 1961).
Da allora i rapporti numerici si sono capovolti, sebbene la popolazione italofona si aggiri sempre sul 40%. Gli ultimi dati disponibili sono del censimento 2024:
| Ripartizione linguistica | 1961   | 1971   | 1981   | 1991   | 2001   | 2011   | 2024   |
| ------------------------ | ------ | ------ | ------ | ------ | ------ | ------ | ------ |
| Madrelingua italiana     | 63,60% | 53,50% | 49,95% | 44,11% | 40,69% | 38,51% | 41,09% |
| Madrelingua tedesca      |        | 46,00% | 48,85% | 53,81% | 57,82% | 59,63% | 57,34% |
| Madrelingua ladina       |        | 0,49%  | 1,18%  | 2,08%  | 1,49%  | 1,86%  | 1,56%  |

### Evoluzione demografica
Abitanti censiti

## Infrastrutture e trasporti
Il paese è un importante nodo ferroviario: vi sorge infatti la stazione di Fortezza, interscambio tra la ferrovia del Brennero e la ferrovia della Val Pusteria, nonché futuro sbocco meridionale della galleria di base del Brennero. Nel territorio comunale rientravano altresì le stazioni di Mezzaselva e Le Cave, anch'esse servite dalla linea del Brennero e dismesse nel corso del XX secolo.
Fortezza è altresì un nodo importante dal punto di vista stradale e per la rete delle piste ciclabili dell'Alto Adige: qui si congiungono la Jakobsweg e la ciclabile della Pusteria.

## Amministrazione
| Periodo | Periodo   | Primo cittadino  | Partito | Carica  | Note |
| ------- | --------- | ---------------- | ------- | ------- | ---- |
| 1978    | 1983      | Oddo Bronzo      |         | Sindaco |      |
| 1983    | 1987      | Konrad Stampfer  | SVP     | Sindaco |      |
| 1987    | 1990      | Michele Pirrello | PSI     | Sindaco |      |
| 1990    | 2010      | Johann Wild      | SVP     | Sindaco |      |
| 2010    | 2015      | Richard Amort    | SVP     | Sindaco |      |
| 2015    | in carica | Thomas Klapfer   | SVP     | Sindaco |      |